# Загрошек, Лотар
Лотар За́грошек, также За́грозек (нем. Lothar Zagrosek; род. 13 ноября 1942, Вагинг-ам-Зе) — немецкий дирижёр.

## Биография
Учился дирижированию в 1962—1967 годах у Ханса Сваровски, Иштвана Кертеса, Бруно Мадерны и Герберта Караяна. В 1973 году разделил с Адамом Фишером первое место на конкурсе дирижёров имени Гвидо Кантелли в Италии.
Первый крупный пост занял в 1982 году, возглавив Симфонический оркестр Венского радио (до 1986). В 1997—2006 годах руководил Вюртембергской государственной оперой в Штутгарте. В 2006-2011 годах — главный дирижёр берлинского Оркестра Концертхауса.

## Репертуар
Загрошек известен как специалист по немецкой музыке XX века, особенно по композиторам авангардного склада, запрещённым в годы нацизма (Пауль Хиндемит, Эрнст Кшенек, Виктор Ульман, Эрвин Шульхоф, Ханс Краса и др.), по авторам второй половины XX века (Хельмут Лахенман, Оливье Мессиан).

## Признание
Лауреат премии по культуре федеральной земли Гессен.